# بني كولال (أهل وادزا)
بني كولال هي إحدى مشيخات المملكة المغربية، تتبع جغرافيا لإقليم تاوريرت وإداريًا لأهل وادزا. يقدر عدد سكانها بـ 2125 نسمة حسب الإحصاء الرسمي للسكان والسكنى لسنة 2004.